# Gregorio Cartagena
José Gregorio Cartagena Meneses fue un sacerdote y político peruano. 
Fue miembro del Congreso General Constituyente de 1827 por el departamento de Junín. Dicho congreso constituyente fue el que elaboró la segunda constitución política del país.Fue elegido por la entonces provincia juninense de Huánuco como miembro del Congreso General de 1839 que expidió la Constitución Política del Perú de 1839, la quinta de la historia del país, que se reunió en la ciudad de Huancayo durante el segundo gobierno del mariscal Agustín Gamarra. 
Se señala que, a pesar de su condición de sacerdote, Cartagena tuvo 7 hijos con Nicolasa Cisneros, hija de emigrantes cubanos avecindados en Huánuco en 1780. Entre ellos se encuentran Luciano Benjamín Cisneros, Manuel Benjamín Cisneros y Luis Benjamín Cisneros quienes ejercieron cargos políticos en el Perú.